# Les Trophées de la comédie musicale 2023
 (novembre 2023).
Si vous disposez d'ouvrages ou d'articles de référence ou si vous connaissez des sites web de qualité traitant du thème abordé ici, merci de compléter l'article en donnant les références utiles à sa vérifiabilité et en les liant à la section « Notes et références ».
 (novembre 2023).
La mise en forme du texte ne suit pas les recommandations de Wikipédia : il faut le « wikifier ».
Les points d'amélioration suivants sont les cas les plus fréquents :
- Les titres sont pré-formatés par le logiciel. Ils ne sont ni en capitales, ni en gras.
- Le texte ne doit pas être écrit en capitales (les noms de famille non plus), ni en gras, ni en italique, ni en « petit »…
- Le gras n'est utilisé que pour surligner le titre de l'article dans l'introduction, une seule fois.
- L'italique est rarement utilisé : mots en langue étrangère, titres d'œuvres, noms de bateaux, etc.
- Les citations ne sont pas en italique mais en corps de texte normal. Elles sont entourées par des guillemets français : « et ».
- Les listes à puces sont à éviter, des paragraphes rédigés étant largement préférés. Les tableaux sont à réserver à la présentation de données structurées (résultats, etc.).
- Les appels de note de bas de page (petits chiffres en exposant, introduits par l'outil «  Source ») sont à placer entre la fin de phrase et le point final[comme ça].
- Les liens internes (vers d'autres articles de Wikipédia) sont à choisir avec parcimonie. Créez des liens vers des articles approfondissant le sujet. Les termes génériques sans rapport avec le sujet sont à éviter, ainsi que les répétitions de liens vers un même terme.
- Les liens externes sont à placer uniquement dans une section « Liens externes », à la fin de l'article. Ces liens sont à choisir avec parcimonie suivant les règles définies. Si un lien sert de source à l'article, son insertion dans le texte est à faire par les notes de bas de page.
- La présentation des références doit suivre les conventions bibliographiques. Il est recommandé d'utiliser les modèles {{Ouvrage}}, {{Chapitre}}, {{Article}}, {{Lien web}} et/ou {{Bibliographie}}. Le mode d'édition visuel peut mettre en forme automatiquement les références.
- Insérer une infobox (cadre d'informations à droite) n'est pas obligatoire pour parachever la mise en page.

Pour une aide détaillée, merci de consulter Aide:Wikification.
Si vous pensez que ces points ont été résolus, vous pouvez retirer ce bandeau et améliorer la mise en forme d'un autre article.
La 5e cérémonie des Trophées de la comédie musicale s'est déroulée le 12 juin 2023 au Casino de Paris et a récompensé les comédies musicales françaises, produites durant l'année,,
Les nominations ont été annoncées le 17 avril 2023.

## Palmarès
- Trophée de la comédie musicale
  - Starmania

- Trophée de la revue ou spectacle musical
  - Black Legends, le musical

- Trophée de la reprise de comédie musicale
  - Tutu, la danse dans tous ses états!
- Trophée de la comédie musicale jeune public
  - Sherlock Holmes, l'aventure musicale

- Trophée du public
  - Back to Fever Night
- Trophée de l’artiste interprète féminine
  - Christine Bonnard dans La Crème de Normandie (Ex-aequo)
  - Maag dans Starmania (Ex-aequo)[5]

- Trophée de l’artiste interprète masculin
  - Vincent Gilliéron dans Ego-système, le musée de votre existence

- Trophée de l’artiste interprète féminine dans un second rôle
  - Sofia Mountassir dans La petite boutique des horreurs

- Trophée de l’artiste interprète masculin dans un second rôle
  - Adrien Fruit dans Starmania[6]

- Trophée de l'artiste révélation féminine
  - Nevedya dans Joséphine Baker

- Trophée de l'artiste révélation masculine
  - Alex Montembault dans Starmania[7]

- Trophée du collectif de spectacle musical
  - Black legends, le musical

- Trophée de la mise en scène de comédie musicale
  - Thomas Jolly pour Starmania

- Trophée du livret de comédie musicale
  - Raphaël Callandreau pour Ego-système, le musée de votre existence

- Trophée de la partition de comédie musicale
  - Raphaël Callandreau pour Ego-système, le musée de votre existence

- Trophée de la chorégraphie de comédie musicale
  - Cécile Chaduteau pour Flashdance

- Trophée de la scénographie
  - Emmanuel Favre, Thomas Dechandon, Guillaume Cottet, Guillaume Marien et Nina-Lou Giachetti pour Starmania

- Trophée de la création costumes de comédie musicale
  - Vanessa Sannino pour La petite boutique des horreurs